# Acamapichtli
Acamapichtli (du nahuatl Ācamāpichtli, qui se traduit par « Celui qui empoigne le bâton » ou « Poignée de roseaux ») est le premier tlatoani (souverain) des Aztèques historiquement identifié, ainsi que le fondateur de la dynastie aztèque. Lui-même n'est sans doute pas d'origine aztèque mais toltèque. En effet, selon une légende, les Aztèques estiment nécessaire pour leur organisation politique de descendre du peuple toltèque. Aussi ils prièrent avec insistance le seigneur toltèque de Culhuacan pour qu'il autorise un des membres de sa famille à régner sur eux.
Les chroniques diffèrent quant aux dates de son règne : selon le Codex Chimalpahin, il aurait régné de 1367 à 1387 ; selon le Codex Aubin, il aurait régné de 1376 à 1395 ; et selon le Codex Chimalpopoca, il aurait régné de 1350 à 1403.

## Biographie

### Origines
Au cours du XIIIe siècle et au début du XIVe siècle, les Aztèques s'étendirent le long de la rive occidentale du lac Texcoco, alors que les villes environnantes de Huixachtitlan, Azcapotzalco et Chapultepec devenaient importantes. En 1325, les Aztèques reçurent l'autorisation des Tépanèques de s'installer au nord d'un îlot qu'ils baptisèrent Cuauhmixtitlan (« lieu de l'aigle parmi les nuages ») et qui deviendra Tenochtitlan. En 1375, le roi tépanèque Acolnahuacatl (en), pour s'assurer la loyauté des Aztèques, accepta la montée d'Acamapichtli sur le trône de Tenochtitlan, initiant ainsi une nouvelle lignée pour cette cité.
Acamapichtli n'était pas originaire de Tenochtitlan. Les liens du sang entre les dirigeants étaient un aspect important de la politique en Mésoamérique au XIVe siècle, et en tant que nouveaux venus, les Aztèques étaient désavantagés. À la mort de Tenoch (géant légendaire fondateur de Tenochtitlan), les calpotin décidèrent d'élire un tlatoani capable d'assurer la position de la ville naissante grâce à des liens avec des groupes puissants de la région. Ils envoyèrent une délégation aux dirigeants de Culhuacan. Bien que les Culhuas n'avaient expulsé les Aztèques que récemment de Tizaapan, des mariages mixtes avaient déjà eu lieu entre les deux peuples pendant leur période d'association. Acamapichtli est le fruit d'une de ces unions. Son père, Opochtli (es), était un riche aristocrate, tandis que sa mère Atotoztil Ire était la fille du roi Coxcoxtli (es) et la sœur du roi Acamapichtli (es). Il avait également des liens avec les Acolhuas de Coatlinchan. Outre ces liens concrets, la noblesse culhua revendiquait une descendance directe des Toltèques, ce qui rendait sa lignée particulièrement prestigieuse.
Les historiens coloniaux espagnols Diego Durán, Fernando de Alva Cortés Ixtlilxochitl et Fernando Alvarado Tezozómoc mentionnent tous l'oncle maternel d'Acamapichtli, qui occupa le trône de Culhuacan en 1325. La date de naissance d'Acamapichtli reste cependant ambiguë. La plus ancienne date donnée est en 1299, mais une autre version mentionne qu'il serait né en 1307, qui est l'une des plus probables. Les autres dates sont 1336 (la plus certaine, dans les Annales de Gabriel de Ayala) et 1344 (selon Diego Durán).

### Règne

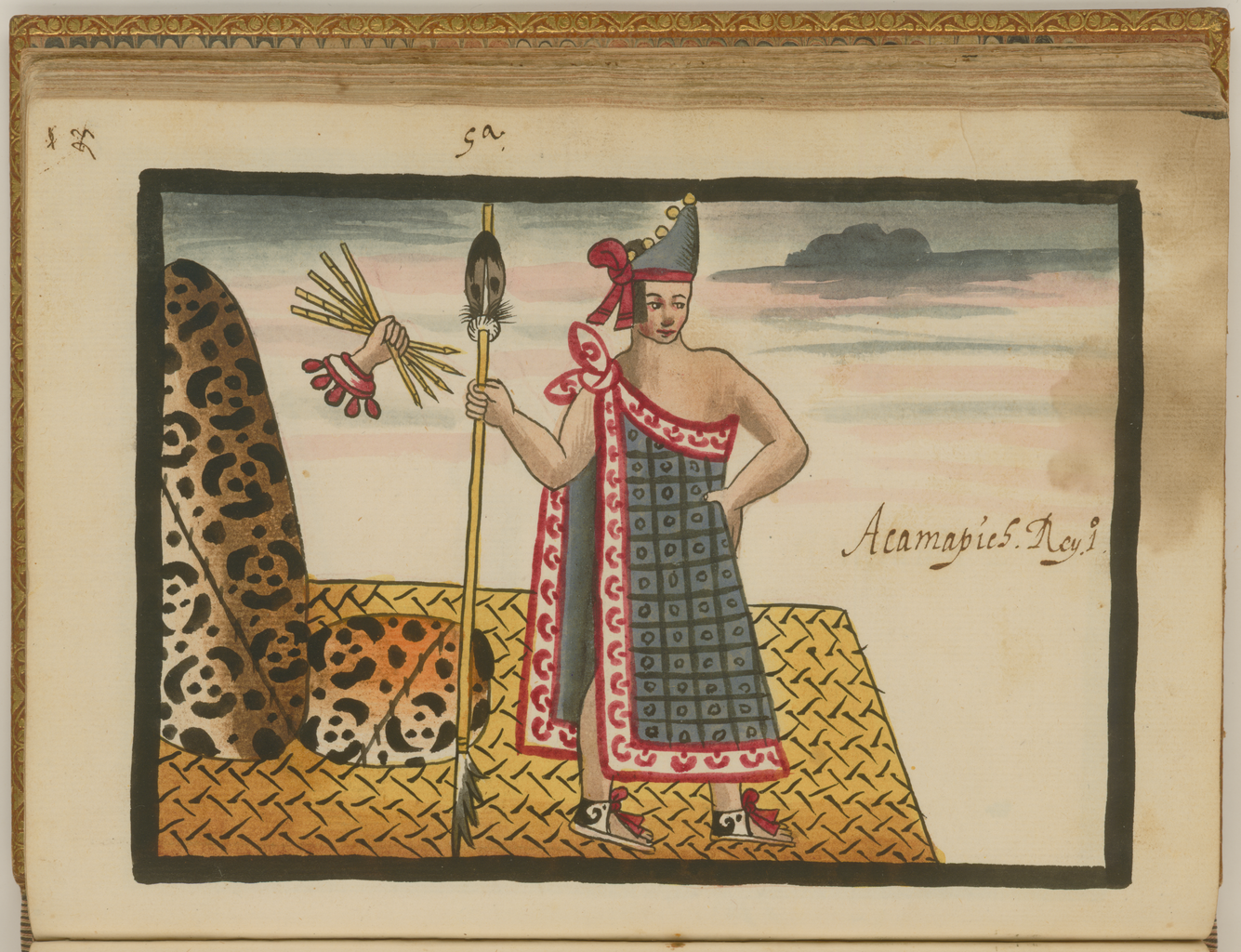
Acamapichtli, premier roi aztèque (règne : 1376–1395). Codex Tovar, XVIe siècle, Juan de Tovar.

Acamapichtli a commencé son règne en tant que cihuacóatl (gouverneur). Au moment de sa désignation, il avait 20 ans et vivait à Texcoco avec sa mère. Après avoir accepté le trône, il fut conduit à Tenochtitlan et fit son entrée dans la ville en grande pompe. Il épousa Ilancueitl, fille du souverain de Culhuacan de l'époque, Acolmiztli (es).
Afin d'intégrer ces liens avec la ville de Tenochtitlan, Acamapichtli prit une épouse de chaque calpulli de Tenochtitlan (en plus de sa première épouse Ilancuetl). La même année, la ville sœur de Tenochtitlan, Tlatelolco (en), a également installé un étranger comme tlatoani : Quaquapitzahuac (es), fils de Tezozómoc, tlatoani de la ville tépanèque d'Azcapotzalco (en), l'autre grande puissance de la région.
Malgré l'ascendance culhua d'Acamapichtli, sa ville tomba rapidement dans l'orbite tépanèque et devint tributaire d'Azcapotzalco. Sous son règne, les forces aztèques ont combattu pour Azcapotzalco contre diverses cités-État, notamment Chalco, et ont finalement été autorisées à mener leur propre guerre. Des expéditions furent envoyées contre Cuauhnahuac (l'actuelle Cuernavaca) et Xochimilco.
Un tribut était dû aux dirigeants tépanèques à chaque pleine lune, un tribut jugé oppressif et capricieux. Malgré l'hostilité d'Azcapotzalco, Tenochtitlan progresse. L'île sur laquelle se trouvait la ville (et le seul territoire soumis à son autorité) fut agrandie à l'est par l'apport de terre et de roches. Les Aztèques veillaient cependant à maintenir une distance suffisante avec le continent, à des fins défensives en cas de guerre.

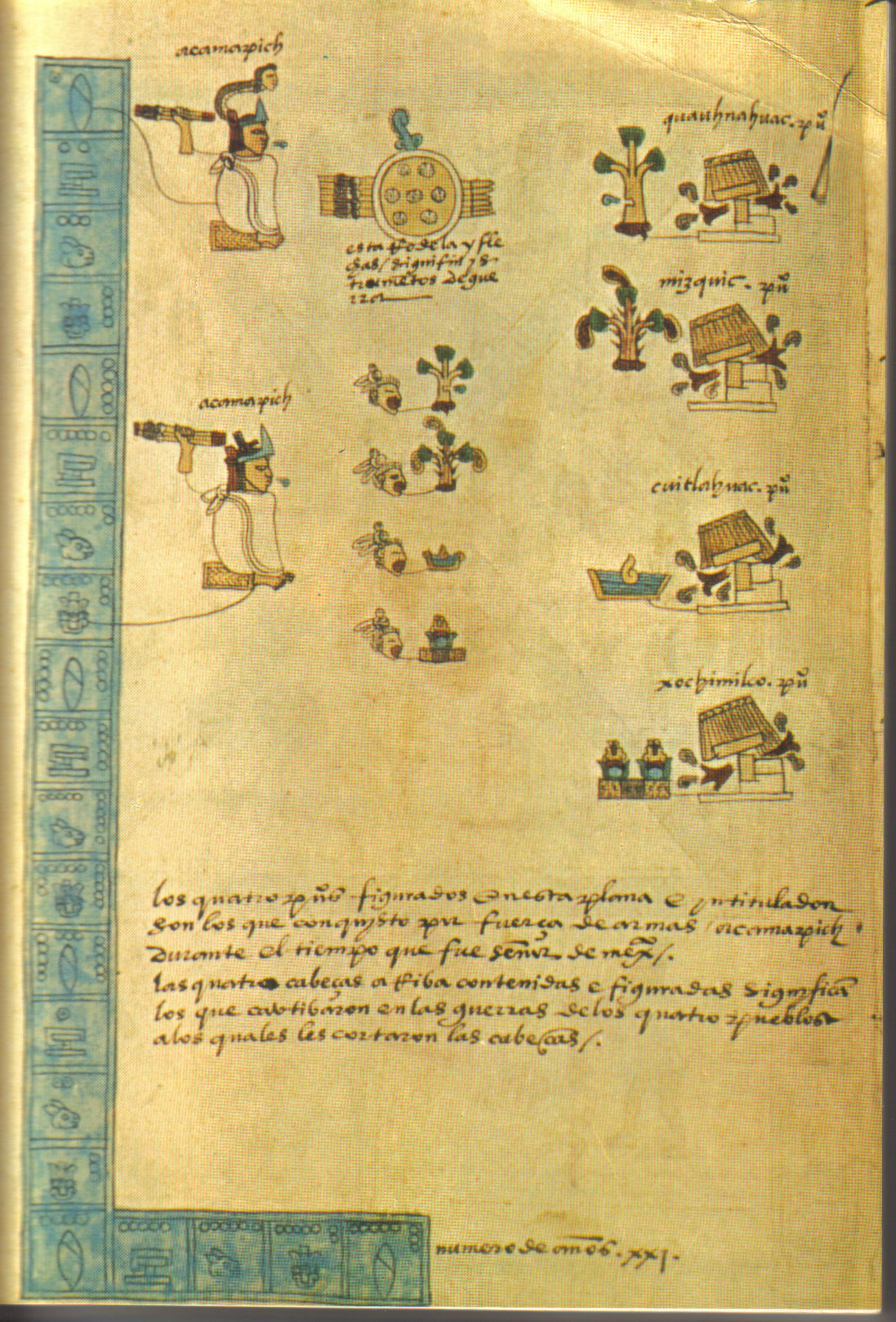
Hauts faits et conquêtes d'Acamapichtli, selon le Codex Mendoza.

Construite au milieu du lac Texcoco, Tenochtitlan souffrait d'un manque de terres agricoles. Acamapichtli a développé la base agricole de la ville en étendant le système de chinampas (jardins flottants) autour de l'île et en capturant les chinampas des autres villes, en particulier Xochimilco, sur les rives du lac. Il a également amélioré l'architecture de la ville :le plus ancien niveau excavé de la Grande Pyramide date de son règne.
Sous son règne, la ville fut divisée en quatre quartiers ou calpullis : Moyotlán au sud-ouest, Zoquipan au sud-est, Cuecopan au nord-ouest et Atzacualco au nord-est. Les maisons de canne et de roseaux ont été remplacées par des maisons de pierre. Un grand temple, ou teocalli, fut également construit. On dit que c'est sous son règne que les premières lois aztèques ont été élaborées.
En 1382, Acamapichtli fut nommé tlatoani. Il fut couronné avec encore plus de faste qu'auparavant, à l'autel de Huitzilopochtli. Il gravit les marches accompagné des guerriers les plus gradés. Il est oint d'huile et d'eau par le prêtre en chef, qui lui pose sur la tête la couronne ou xiuhuitzolli. Cette même cérémonie s'est répétée lors de tous les couronnements aztèques ultérieurs, à la différence qu'à partir de 1428, le nouveau tlatoani était accompagné des souverains de Texcoco et de Tlacopan, les deux autres villes de la Triple Alliance.
Acamapichtli était un politicien avisé qui renforça davantage sa position par des alliances avec ses voisins que par des guerres (il n'y en eut que deux ou trois pendant son règne). Il évite les difficultés avec les souverains plus puissants, dans le cas de Tezozómoc, en payant le tribut exigé. Tezozómoc demanda une chinampa cultivée avec de belles fleurs, les Aztèques en formèrent une, élevèrent les fleurs et firent flotter la chinampa jusqu'à lui sur le lac.

### Mariage et descendance
La première femme d'Acamapichtli ne lui ayant pas donné d'enfants, il prit une autre femme, Tezcatlan Miyahuatzin. Elle fut la mère de Huitzilíhuitl, qui succéda au trône après la mort de son père en 1396. Un autre fils d'Acamapichtli, Itzcóatl, devint également tlatoani en 1427. Il était fils d'une esclave qu'Acamapichtli avait achetée au marché d'Azcapotzalco. Elle était de naissance noble, mais avait été capturée et réduite en esclavage. Bien que le titre de tlatoani ne soit pas strictement héréditaire, les candidats étaient limités à une petite classe de princes, et tous les souverains aztèques ultérieurs descendaient d'Acamapichtli.
Avant sa mort, Acamapichtili réunit les chefs des quatre quartiers dans lesquels il avait divisé la ville et leur demande d'élire son successeur. Ils choisirent son fils aîné Huitzilíhuitl. Acamapichtili approuva l'élection, puis mourut. Après la mort de son père, Huitzilíhuitl consolida son pouvoir en ordonnant une nouvelle élection, avec un plus grand nombre d'électeurs, y compris des guerriers et des prêtres importants.